# Karl Gerhard
Karl Emil Georg Gerhard, fram till 1938 Johnson, född 14 april 1891 i Hedvig Eleonora församling i Stockholm, död 22 april 1964 i Saltsjöbaden, var en svensk teaterdirektör, revyförfattare, kuplettförfattare, kuplettsångare och skådespelare. Sin första revy undertecknade han Hvem är Hvem, och för ett par tidiga komedier använde han pseudonymen Paul Lanzinger men han övergick sedan till att använda sig av pseudonymen Karl-Gerhard. År 1938 bytte han efternamn till Gerhard.

## Revybiografi

### Inledningen på karriären
Gerhard växte upp i Stockholm och var 1908–1914 och under många år skådespelare i olika resande teatersällskap som hos Anna Lisa Hwasser-Engelbrecht, Karin Swanström och Skådebanan och därefter hos Hjalmar Selander i Göteborg 1914–1917. Karl Gerhard spelade då främst dramatiska roller som Osvald i Ibsens Gengångare (1908), Jean i Strindbergs Fröken Julie (1909) och kaptenen i Strindbergs Dödsdansen (1910). Karl Gerhard gjorde värnplikten på I 17 i Uddevalla 1916 där han skrev sin första revy, Melins system, uppkallad efter regementschefen Olof Melin men anspelande på dennes stenografisystem. Sin första professionella revy skrev han tillsammans med Karl-Ewert för Folkteatern 1919. Samma år debuterade han som kuplettsångare på kabarén Fenix i Stockholm som efterträdare till Ernst Rolf. 

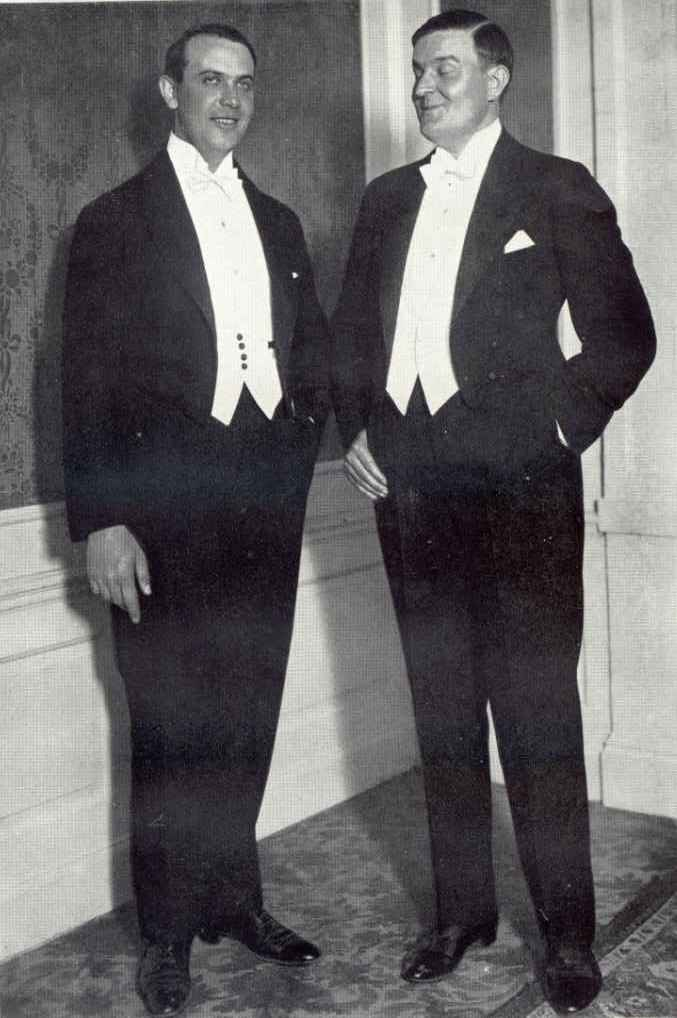
Karl Gerhard (till vänster) och Ernst Rolf år 1930.

År 1921 uppförde han sin första helt egna revy Folkan – Vart ska vi annars gå?, som innehöll Gerhards älskvärda porträtt av Gustaf V, kallat Kungakupletten. Gerhard blev snabbt den största konkurrenten till den store revykungen Ernst Rolf och fick rykte om sig att skriva Stockholms elakaste, mest eleganta och litterära revykupletter jämfört med Rolfs mer lyxrevybetonade stil. Till Karl Gerhards mest kända sångtexter från denna tid hör Jazzgossen, Lilla Frida och jag, Hurra vad jag är bra och Hej på dej du gamla primadonna.

### Storhetstiden
Efter Rolfs död 1932 blev Gerhards revyer mer påkostade och lyxbetonade och han blev känd som Stockholms revykung, ”Sveriges Aristofanes” och så vidare. Flera av revyerna, bland annat Oss greker emellan (Folkan 1933) och Köpmännen i Nordens Venedig (Folkan 1936) hade Zarah Leander som primadonna. Hans mest kända kupletter från denna tid är Nu ska vi vara snälla och Jag är ett bedårande barn av min tid. För Zarah Leander skrev han sången I skuggan av en stövel 1934 i allvarlig protest mot judeförföljelserna i Europa.
Sin främsta politiska insats gjorde Karl Gerhard som gisslare av nazismen och den svenska eftergiftspolitiken. Själv hade han en mycket positiv inställning till det kommunistiska Sovjet och lånade under en resa till Moskva melodin till den kuplett som blev hans antinazistiska mästerstycke, Den ökända hästen från Troja, framfört i revyn Gullregn 1940. Att polisen med hänvisning till en obsolet lagparagraf i ordningsstadgan för Stockholms stad förbjöd sjungandet av kupletten har kommit att bli det mest kända exemplet på censur i Sverige under kriget. Revynumrets scenografi, en dalahäst ur vilkens ”femte ben” baletten hoppade fram iklädd tyrolerhattar, fortsatte att förevisas under revyns spelperiod. På hästen hade man satt en munkorg och en nattmössa och i stället för kuplett läste Gerhard upp förbudet och lagparagrafen.

### Efter kriget
Trots denna stora propagandaseger drog Gerhards revyer mindre publik efter 1940 (innan tyskarnas krigslycka vänt vid Stalingrad). Gerhard kom aldrig att åter bli en politisk kampfigur men levde gott på sitt goda rykte, sin kuplettespri och sina flitiga framträdanden i olika sammanhang. Han fortsatte sin revyverksamhet och skrev varje år en nyårsrevy som spelades först i Göteborg (oftast på Cirkus), sedan i Stockholm (oftast på China), och från 1946 turnerade han med enmansföreställningar under namnet Si, viskarlen kommer tillsammans med favoritackompanjatören Bo Ekemar. Han medverkade likaså ofta i radio med gamla och nya kupletter. Vid sidan av sin egen revyverksamhet samarbetade han med Povel Ramel och medverkade i två av Knäppupps sommarturnéer 1957–1960. Hans sista helaftonsrevy var Ursäkta handsken 1961, som regisserades av Tage Danielsson.
På 1950-talet skrev han en rad memoarböcker (Om jag inte minns fel, Katt bland hermeliner och Lite gullregn). Från 1952 ägde han tillsammans med sonen Per Gerhard Vasateatern och gjorde då och då roller i boulevardkomedier där. Hans sista roll var i Mitt bedårande jag (Photo Finish) av Peter Ustinov.

## Gerhard som artist

### Karl Gerhards kuplettstil
Som litterär produktion har Gerhards kupletter värde som särpräglad tidsspegel, men de är i stort behov av förklarande fotnoter. Gerhards satir knöt sig outtröttligen kring dagsaktuella händelser och byggde på anspelningar. Han kritiserade socialdemokraternas politik och kommenterade det världspolitiska läget men sjöng ofta också lite småskvallrigt om kändisar i kultur- och näringslivet. Han sjöng ibland kupletter i mask: hans mest berömda är som clown i sången Gungorna och karusellen (1948), italiensk schlagersångare i Bambino (1960) och porträttmasker som Pauline Brunius (1938), Tage Erlander (1950) och kung Gustaf VI Adolf (1955). Andra kupletter var mer ett slags sjungna dagböcker, ledare eller kåserier, som förutsatte att publiken kunde gissa vilka personer och händelser han syftar på. I kupletterna uppträder riksdagsmän, kungligheter, Gösta Ekman, Garbo, Churchill, Chrusjtjov, Moa Martinson, Lewi Pethrus, Ann-Ida Broström, Marguerite Wenner-Gren, Birgit Tengroth, Ture Nerman, Evert Taube, Kerstin Bernadotte, prins Bertil och mer bortglömda namn.
Humorn bygger ofta på litterära allusioner, ordlekar (Kommer Dag så kommer det förvisso råd om Hammarskjöld) och anarkistiska så kallade karlgerhardrim, det vill säga rim mellan ord som inte kan fås att rimma genom normal morfologi utan endast genom mer kreativa förvrängningar av ord och namn. Gerhard lyckas till exempel rimma "sjutton" och "Bernadotte" genom att forma om orden: "Jag gav'na sjuttan och gick till Kerstin Bernaduttan". När refrängen är Axlarna ska slutta kan rimorden bli "uppercutta", "departement justutta", "Sunset Bullevutta" och Chiang Kai Shek och hans "Chiang Kai Shutta", som från Formosa ej fick "flutta". I sin mest kända kuplett, Den ökända hästen från Troja, rimmar han "Troja" med "Avenoja", en karlgerhardsk förvrängning av Avenue de l'Opéra. De mest karakteristiska rim Karl Gerhard använde sig av är förvrängda rim på personnamn och ortnamn. När han sjöng om Filadelfiaförsamlingens bönemöten undrade han vad Filaduskarna hade för sig i buskarna. När Karin Kavli visade sig med bar överkropp i en pjäs sjöng Gerhard: Karin Kavli, blottad ifrån topp till navli. I sången Från Flen till Ventimiglia hade han följande rim: Emilia, persilja, billiga, stiliga, alla uttalade så att de rimmade på Ventimiglia. 
Nästan alla har (vad Povel Ramel kallade) tillämpningsrefränger, vilket innebär att en fras som Vem i helskotta är det som rycker i tåten upprepas i strof efter strof i snabb följd, och fås att syfta på helt skilda ting: sjuka grissvansar, bibliotekens spindelväv, filmstjärnornas behåband och snöret som man spolade med på toaletterna förr. Melodierna lånades från befintliga alster, ofta fransk schlager, eller skrevs av kompositörer som Jules Sylvain och Herbert Steen eller honom själv under pseudonymen Kai Stighammar.

### Betydelse
Gerhards eftermäle som Sveriges genom tiderna störste revykung kan motiveras av hans långa och produktiva karriär, som består av omkring 60 revyer och 4 000 sångtexter förutom sketcher, monologer och kringproduktion som tidningstexter, föredrag och memoarer. Till skillnad från efterträdare i revybranschen, som Ramel och Danielsson, såg han ett värde i att vara sig lik i alla nya medier och projekt han tog sig an. Som symbol för en oföränderlig, satirisk revystil har hans namn levt kvar som ett varumärke. 
Det är samtidigt ett faktum att mycket få av Karl Gerhards sånger framförs av moderna artister eller ingår i den allmänna sångskatten. Bara ett fåtal sånger, såsom Jazzgossen, Nu ska vi vara snälla och Den ökända hästen från Troja, är i dag välkända i bredare sammanhang, och den sistnämnda då i första hand som symbol för motstånd mot nazismen. När Karl Gerhards kupletter framförs på scen i dag är det främst i föreställningar som handlar om honom själv eller av artister som öppet återger eller pastischerar honom, som Mattias Enn. Ganska många av Gerhards texter sjöngs i musikalen Zarah 1987 i Stockholm. Cilla Ingvar var flitig som exekutör av sällsynta kupletter, ofta introducerad av Gerhard-experten och nöjeshistorikern Uno ”Myggan” Ericson. Magnus Uggla gjorde vid hundraårsjubileet av Gerhards födelsedag 1991 en bejublad imitation av Gerhards högfärdiga överklassdam i sångnumret En katt bland hermelinerna. Han gav senare ut två album med Gerhard-sånger, de enda coveralbum som tillägnats Karl Gerhard: Ett bedårande barn av sin tid (2006) och Karl Gerhard passerar i revy (2010). År 2003 ledde Ola Salo publiken i Allsång på Skansen i allsång i Jazzgossen.
Att Karl Gerhards produktion i så ringa utsträckning framförs i dag av andra har flera orsaker. En orsak är att texternas rebusartade anspelningar på samtida personer eller dagshändelser ofta gör dem svårtillgängliga utan förklaring. I likhet med exempelvis stora delar av Noël Cowards produktion är många av Karl Gerhards kupletter bundna till företeelser i hans egen samtid. Karl Gerhard skrev förhållandevis få sånger med tidlösa motiv, till exempel knappast någon egentlig kärleksvisa. Även de halsbrytande rimmen och de medvetna brotten mot grammatiska konventioner gör, tillsammans med Karl Gerhards hyperkorrekta diktion, att sångerna på gott och ont blir förknippade med sin upphovsman.
Gerhard sjöng så gott som uteslutande sina egna texter och framförandet var en stor del av texternas framgång. I den mån hans kupletter lever är det hans egna insjungningar av dem som gör det. Hans övertydliga textning, komiska röstförställningar, egensinniga temporubbningar och dubbelt understrukna poänger får texterna att låta roligare och elakare än vad man får ut av att bara läsa texten. Många av inspelningarna har också återutgivits i många omgångar.
Karl Gerhard blev 2016 invald i Swedish Music Hall of Fame.

## Privatliv och familj

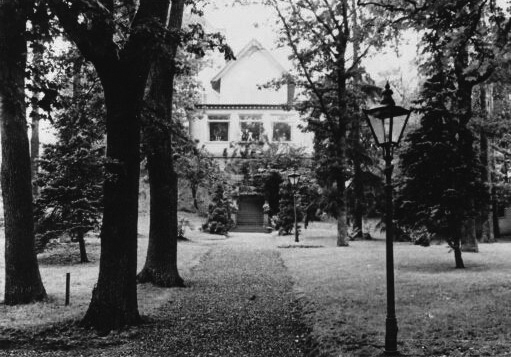
Villa Kråkslottet 1936.

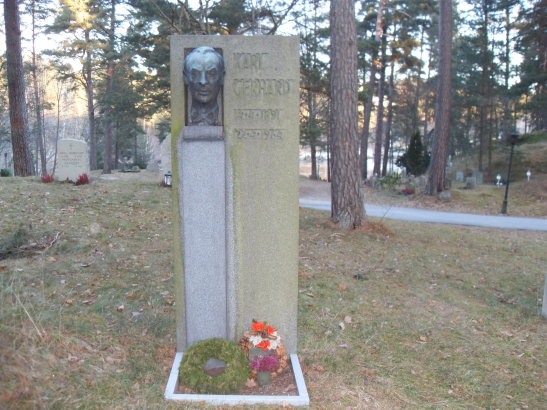
Karl Gerhards gravsten på Skogsö kyrkogård i Saltsjöbaden.

Karl Gerhard var son till schaktmästaren Frans Emil Jonsson (1861–1917), född i Bäckebo, och Jenny Augusta Jonsdotter (1863–1906), född i Fagerhult. Han hade två yngre bröder vid namn Axel Fritiof Napoleon Johansson (1893–1939) och Erik Vilhelm Valdemar Johansson (1896–1959).
Karl Gerhard var gift tre gånger: mellan 1913 och 1920 med Mary Carlsson, som blev stjärna i den nyss uppblomstrade svenska filmindustrin medan maken var okänd. Med henne fick han dottern Maj-Catrine (1914–1964). Mellan 1922 och 1930 var han gift med Valborg Geyron, med vilken han fick sonen Per Gerhard. 1926 flyttade han till Villa Kråkslottet, ursprungligen en sommarvilla från 1890-talet ritad av arkitekt Erik Josephson.
År 1930 gifte han sig med Brita Werner, men äktenskapet slutade 1936, liksom de övriga, i skilsmässa. På 1930-talet sammanbodde han med sin koreograf Karen Scheutz. Senare hade han ett för allmänheten dolt förhållande med sin sekreterare Göthe Ericsson. År 1949 adopterade han en flicka, Fatima Svendsen. Dottern Fatima berättade i en intervju i Dagens Nyheter den 7 augusti 1992 om sin uppväxt med Karl Gerhard och Ericsson och om faderns homosexualitet, på ett positivt sätt: ”Jag har ju inget att jämföra med, men jag vet, och alla vet, att det viktiga är inte vad föräldrarna har för sexuell läggning eller hur många de är, eller om det är ens moster som är ens mamma. Det viktiga när man växer upp är att man blir sedd, uppmuntrad, uppskattad …”, sade hon i intervjun.
Karl Gerhard avled den 22 april 1964 kl 21.00 på Karolinska sjukhuset i Solna till följd av en hjärtinfarkt efter en operation. Han jordfästes i Hedvig Eleonora kyrka den 4 maj samma år. Kyrkan var fullsatt, vilket innebar 1 300 personer. Utanför stod stora mängder människor längs Stockholms gator för att ta farväl av den döde, vars kista fördes i kortege genom staden. Svensk TV specialbevakade begravningen och sände den i ett förlängt Aktuellt. Karl Gerhard ligger begravd på Skogsö kyrkogård i Saltsjöbaden. Nära sin Villa Kråkslottet fick han en väg uppkallad efter sig.

## Produktion

### Kända kupletter och andra sånger
- 1922 – Jazzgossen
- 1925 – Lilla Frida och jag
- 1928 – Hurra vad jag är bra
- 1931 – Desto vackrare blir jag
- 1934 – Halleluja
- 1934 – I skuggan av en stövel
- 1935 – Godafton vackra mask
- 1936 – Nu ska vi vara snälla
- 1937 – I de ökända kvarteren i det ruskiga Marseille
- 1937 – Dom säger på stan
- 1938 – Visan om Pauline Brunius
- 1938 – Tack ska du ha
- 1938 – Hurra, hurra vad det är roligt i Moskva
- 1940 – Gullregn över stan
- 1940 – Den ökända hästen från Troja
- 1940 – Jag är ett bedårande barn av min tid (musik av Jules Sylvain)
- 1942 – Förgyll vad du kan förgylla
- 1942 – Vart tar alla vackra flickor vägen
- 1944 – Under takåsarna i Paris
- 1946 – Det rara gamla paret
- 1948 – Gungorna och karusellen
- 1951 – Axlarna ska slutta
- 1955 – Alla muntra fruarna i Mälarstan
- 1955 – Så var det med det lilla helgonet
- 1955 – En katt bland hermelinerna
- 1957 – Utsikt från en bro

### Musikalbum
De flesta av Karl Gerhards sånger gavs ursprungligen ut på 78-varvare. Bland modernare utgivningar finns
- Etthundra år, Ancha 1990
- Svenska sångfavoriter: Karl Gerhard, EMI 1995
- Hästen från Troja, Bakhåll 2003

## Teater

### Gerhard-revyer
Inte komplett lista.
- 1921 – Folkan – Vart ska vi annars gå?
- 1926 – Du gamla, du fria
- 1925 – Allt i gala
- 1927 – Stockholms blodbad, Folkan
- 1928 – Wi jubilera, Hans Majestät och jag
- 1931 – Rolfs revy av Karl Gerhard
- 1931 – Här va' de' eller Varuhuset Sverige tillsammans med Gösta Stevens, Södra Teatern[10]
- 1933 – Oss greker emellan
- 1936 – Köpmännen i Nordens Venedig, Folkan
- 1937 – Karl Gerhards vershus, Folkan
- 1938 – Vi västerhavstorskar
- 1938 – Indiansommar, Folkan
- 1938 – Karl Gerhards höstmanöver, Folkan
- 1939 – Karl-Gerhards jubileumsrevy, Folkan
- 1940 – Gullregn, Folkan
- 1942 – Sol och vår, Folkan
- 1942 – Karl Gerhards Tingel-Tangel
- 1946 – Ett lysande elände
- 1946 – Trivsel-Sverige, Oscarsteatern
- 1950 – Där de stora torskarna går
- 1952 – Kyss mej Katie
- 1954 – Karl Gerhards eriksgata, Folkan
- 1957 – Kråkslottet, Idéon
- 1959 – Två träd
- 1961 - Ursäkta handsken, Idéon

### Roller (ej komplett)
| År   | Roll                           | Produktion                                   | Regi          | Teater            |
| ---- | ------------------------------ | -------------------------------------------- | ------------- | ----------------- |
| 1933 | Medverkande                    | Oss greker emellan Karl Gerhard              |               | Folkteatern       |
| 1934 | Greve Stanislaus de Ferronière | Kokottskolan Paul Armont och Marcel Gerbidon | Karl Gerhard  | Folkteatern       |
| 1934 | Medverkande                    | Mitt vänliga fönster, revy Karl Gerhard      | Karl Gerhard  | Folkteatern       |
| 1944 | Phileas Fogg                   | Jorden runt på 80 dagar Jules Verne          | Alf Henrikson | Malmö Stadsteater |
| 1952 | Charles Jacquet                | Pappa, mamma, barn André Roussin             | Per Gerhard   | Vasateatern       |
| 1964 | Sam 80                         | Mitt bedårande jag Peter Ustinov             | Gerda Wrede   | Vasateatern       |

### Regi (ej komplett)
| År   | Produktion                        | Upphovsmän                                                | Teater      |
| ---- | --------------------------------- | --------------------------------------------------------- | ----------- |
| 1934 | Kokottskolan L'ecole des cocottes | Paul Armont och Marcel Gerbidon Översättning Karl Gerhard | Folkteatern |
| 1934 | Mitt vänliga fönster, revy        | Karl Gerhard                                              | Folkteatern |

## Filmografi

### Skådespelare
- 1913 – Mannekängen
- 1917 – I mörkrets bojor
- 1918 – Mästerkatten i stövlar
- 1929 – Säg det i toner
- 1930 – Prov utan värde
- 1932 – Lyckans gullgossar
- 1935 – Äktenskapsleken
- 1945 – Skådetennis
- 1953 – Vi tre debutera
- 1958 – Jazzgossen
- 1960 – En kväll med Karl Gerhard – Si viskarlen kommer (TV-produktion)

### Filmmanus
- 1925 – Hennes lilla majestät (1925) (pjäsen Hennes lilla Majestät var förlaga till filmmanus)
- 1935 – Äktenskapsleken
- 1939 – Hennes lilla Majestät (1939) (pjäsen Hennes lilla Majestät var förlaga till filmmanus)

## Priser och utmärkelser
- 1952 – Teaterförbundets guldmedalj för "utomordentlig konstnärlig gärning"
- 2016 – Invald i Swedish Music Hall of Fame[15]

## Verk om Karl Gerhard
Standardverken om Karl Gerhard anses vara Den okände Karl Gerhard (1966) av Stig Ahlgren och Åke Petterssons doktorsavhandling Oss greker emellan, en klassisk komedi i revyform (1976). Pettersson är tidigare ordförande i Karl Gerhard-sällskapet, ett sällskap grundat 1984 för att vårda Karl Gerhards minne. År 2007 utkom sonen Per Gerhards biografi över sin far, Karl Gerhard. Med kvickheten som vapen.
- Lind, Kalle (2022). Karl Gerhard : estradör och provokatör. Lund: Historiska media. Libris 8plqmp036lptf0ks. ISBN 9789177899228

Dramatikern Irena Kraus Karl Gerhard. En fantasi om en revykung hade 2014 urpremiär på Stockholms stadsteater med Rikard Wolff i titelrollen. Pjäsen sattes även upp år 2017 på Göteborgs stadsteater med Tomas von Brömssen i rollen som Karl Gerhard. År 2017 hade även Malmö opera urpremiär på musikalen Jag blir nog aldrig bjuden dit igen (med musik av Jan-Erik Sääf och manus och kompletterande sångtexter av Erik Fägerborn), med Lars Humble som Karl Gerhard.
År 2016 visade Sveriges Television Astrid Ohlséns entimmesdokumentär Karl Gerhard – revykungen.